# Dickinson W. Richards
Dickinson Woodruff Richards, född 30 oktober 1895 i Orange, New Jersey, död 23 februari 1973 i Lakeville, Litchfield County, Connecticut, var en amerikansk läkare och nobelpristagare.

## Biografi
Richards utbildades vid Hotchkiss School i Connecticut, och började vid Yale University 1913. Där studerade han engelska och grekiska, och tog examen 1917 som en medlem av Society Scroll and Key.
Han gick med i USA:s armé 1917 och blev artilleriinstruktör. Han tjänstgjorde 1918-1919 som artilleriofficer i Frankrike. Efter att ha återvänt till USA, började han vid Columbia University College of Physicians and Surgeons, där han tog en MA-examen 1922 och med. dok.-examen år 1923.
Richards arbetade sedan på Presbyterian Hospital i New York fram till 1927, då han flyttade till England för att arbeta vid nationella institutet för medicinsk forskning i London, under Sir Henry Dale, med kontroll av omlopp i levern.
År 1928 Richards återvände till Presbyterian Hospital och började sin forskning om lung- och cirkulationsfysiologi, under professor Lawrence Henderson vid Harvard. Han började då samarbeten med André Cournand på Bellevue Hospital, New York, som arbetar på lungfunktionen. Deras forskning inriktades på metoder för att studera lungfunktionen hos patienter med lungsjukdomar.
Deras nästa forskningsområde var att utveckla en teknik för kateterisering av hjärtat. Med denna teknik kunde de studera och karakterisera traumatisk chock, fysiologisk hjärtsvikt. De mätte effekterna av hjärtmediciner, och beskrev olika former av dysfunktion i kroniska hjärtsjukdomar och lungsjukdomar och deras behandling, samt utvecklade metoder för diagnos av medfödda hjärtsjukdomar.
År 1956 erhöll han Nobelpriset i fysiologi eller medicin tillsammans med A. Cournand och W. Forssman. De fick priset för sina undersökningar av hjärtat och cirkulationen med hjälp av s. k. katetrar, långa tunna slangar som kan föras in i hjärtat för mätning av tryck och flöde.